# 佐藤雅子 (ホッケー)
佐藤雅子（さとう まさこ、1987年11月27日 - ）は、日本の元フィールドホッケー選手、元日本代表。鳥取県八頭町出身。

## 来歴
山梨学院大学を2010年卒業。2012年ロンドンオリンピックのホッケー日本代表。